# Acanthopagrus pacificus
Acanthopagrus pacificus är en fiskart som beskrevs av Iwatsuki, Kume och Yoshino 2010. Acanthopagrus pacificus ingår i släktet Acanthopagrus och familjen havsrudefiskar. Inga underarter finns listade i Catalogue of Life.